# Haubourdin
Haubourdin är en kommun i departementet Nord i regionen Hauts-de-France i norra Frankrike. Kommunen ligger i kantonen Haubourdin som tillhör arrondissementet Lille. År 2022 hade Haubourdin 14 922 invånare.

## Befolkningsutveckling
Antalet invånare i kommunen Haubourdin
| Referens: INSEE |